# みどり子ども図書館
みどり子ども図書館（みどりこどもとしょかん）は、かつて愛知県名古屋市中川区富田町大字新家に所在した私立図書館。

## 歴史
名古屋市北区に住む佐藤宗夫は、戦前には国民学校で、戦後には新制中学校で教員を務めた後、市立保育園で園長代理を務めた。当時としては画期的な乳児保育や長時間保育に取り組み、この保育園で保母（保育士）だった妻と知り合い結婚している。この保育園が廃園になると、北区の自宅で学習塾をはじめ、後の図書館の原型となる子ども文庫を併設した。1964年（昭和39年）には名古屋市中川区に私立保育園「みどり子どもセンター」を開園させ、この保育園に子ども文庫を引き継いだうえで小学生にも開放した。
1984年（昭和59年）には佐藤の妻が死去したが、妻は「子どもに本を読み聞かせる図書館を造りたい」という遺志を持っていた。1986年（昭和61年）11月1日、佐藤は妻の遺志を継ぎ、本の楽しさを子どもたちに知ってもらう場所の提供を目的に、私設図書館としてみどり子ども図書館を開館させた。館長には佐藤自身が就任している。「みどり子どもセンター」の敷地の半分を売却したうえで、残りの敷地に水色の教会風の建物を建設。開館時の蔵書数は1万5千冊だった。開館までに5,000万円の費用がかかったという。
1991年（平成3年）7月には、開館から5年弱で登録利用者数が5,000人を突破した。同時点の蔵書数は1万8千冊だった。1992年（平成4年）5月19日時点の蔵書数は約2万冊。同時点での開館時間は「13時から18時」であり、月曜日と水曜日が休館日だった。同時点では専任の司書が4人おり、千種区の児童書専門書店メルヘンハウスなどに直接赴いて選書を行っていた。1992年の夏休みには毎週日曜日に工作教室を開催し、1日で300冊の貸出冊数がある日もあった。
1994年（平成6年）3月時点の蔵書数は2万1千冊であり、のべ貸出冊数は31万8千冊だった。1996年（平成8年）3月13日、伊藤忠記念財団の「子ども文庫功労賞」が館長に対して贈られている。同時点の登録利用者数は1万250人であり、東海地方唯一の民間子ども図書館だった。図書館は佐藤館長の没後に閉館し、蔵書は日本福祉大学図書館に寄贈された。

## 特色
建物は鉄骨造2階建てであり、延床面積は約275平方メートルであった。1階には書架が並ぶ閲覧室を設け、2階に100人収容の研修室を設けていた。
利用者は学区に図書館が含まれる名古屋市立赤星小学校と隣接する名古屋市立千音寺小学校の児童が中心である。その他には名古屋市中川区の他地域、名古屋市港区、海部郡七宝町、海部郡蟹江町、海部郡大治町などの利用者も多い。三重県などから訪れる利用者もいる。
図書の貸出はもちろんのこと、司書による読み聞かせを重視しており、その他には紙芝居やゲームなどを行うことができた。佐藤が非常勤講師を務める日本福祉大学から来た学生ボランティアも読み聞かせに加わっている。公立図書館とは異なる自由な雰囲気を重視しており、声を出していても注意されることはない。1996年（平成8年）時点では4人の司書がおり、司書の給料を含めた図書館の運営費は月約100万円だった。佐藤は日本福祉大学で幼児教育を専門とする非常勤講師を務める傍らで、月の半分以上は全国で講演活動を行って運営費を賄っていた。